# ويس براون (ممثل)
ويس براون (بالإنجليزية: Wes Brown)‏ مواليد 26 يناير 1982 في فورت وورث، الولايات المتحدة، هو ممثل أمريكي بدأ مسيرته الفنية عام 2005.

## الأعمال
- طريق المجد
- سي إس آي: ميامي
- دم حقيقي
- عقول إجرامية
- إن سي آي إس
- فضيحة
- ربات بيوت يائسات
- 90210

## وصلات خارجية
- ويس براون على موقع IMDb (الإنجليزية)
- ويس براون على موقع ميوزك برينز (الإنجليزية)
- ويس براون على موقع قاعدة بيانات الفيلم (الإنجليزية)